# Challenger de San Benedetto 2013
El Banca dell’Adriatico Tennis Cup 2013 fue un torneo de tenis profesional que se jugó en pistas de polvo de ladrillo. Se trató de la 9.ª edición del torneo que forma parte del ATP Challenger Tour 2013 . Tuvo lugar en San Benedetto del Tronto, Italia entre el 8 y el 14 de julio de 2013.

## Jugadores participantes del cuadro de individuales

### Cabezas de serie
| País                      | Jugador               | Rank1 | Favorito |
| Bandera de Portugal       | João Sousa            | 106   | 1        |
| Bandera de Estados Unidos | Wayne Odesnik         | 107   | 2        |
| Bandera de Austria        | Andreas Haider-Maurer | 108   | 3        |
| Bandera de Serbia         | Dušan Lajović         | 114   | 4        |
| Bandera de Eslovaquia     | Andrej Martin         | 149   | 5        |
| Bandera de Francia        | David Guez            | 176   | 6        |
| Bandera de Chile          | Jorge Aguilar         | 186   | 7        |
| Bandera de Serbia         | Boris Pašanski        | 194   | 8        |
| ------------------------- | --------------------- | ----- | -------- |

- 1 Se ha tomado en cuenta el ranking del día 24 de junio de 2013.

### Otros participantes
Los siguientes jugadores recibieron una invitación (wild card), por lo tanto ingresan directamente al cuadro principal:
- Daniele Giorgini
- Potito Starace
- Stefano Travaglia

Los siguientes jugadores ingresan al cuadro principal como exención especial:
- Pere Riba
- Thomas Fabbiano

Los siguientes jugadores ingresan al cuadro principal tras disputar el cuadro clasificatorio:
- Reda El Amrani
- Alessandro Giannessi
- Norbert Gomboš
- Maxime Teixeira

## Campeones

### Individual Masculino
- Andrej Martin derrotó en la final a  João Sousa por 6-4, 6-3.

### Dobles Masculino
- Pierre-Hugues Herbert /  Maxime Teixeira derrotaron en la final a  Alessandro Giannessi  /  João Sousa por 6-4, 6-3.